# Iglesia de San Patricio (Mercedes)
La Iglesia San Patricio se encuentra en la ciudad de Mercedes, provincia de Buenos Aires, Argentina. Pertenece a la jurisdicción eclesiástica de la Arquidiócesis de Mercedes - Luján.
De estilo gótico, cuenta con 2500 m². En su interior se encuentra uno de los órganos de tubos más grande de Sudamérica, con 4700 tubos con carrillón (detrás del órgano Cavaille-coll, de la basílica del santísimo Sacramento, del barrio porteño de Retiro, que cuenta con 4.983 tubos) traído de Alemania. Posee en su frente 18 gárgolas que representan a cuatro tipos de animales diferentes. La Parroquia pertenece a la comunidad Palotina.
Fue inaugurada el 17 de marzo de 1932, el día que se cumplían 1500 años de la llegada de San Patricio a Irlanda.

## Historia
Mercedes es todavía hoy el centro de ese gran arco donde se asentaron los inmigrantes irlandeses. Durante el siglo XIX, la comunidad prosperaba en decenas de estancias laneras y a comienzos del siglo XX era un poder local. Muy tempranamente, los irlandeses empezaron a construir el habitual tejido de instituciones, escuelas y templos con que cada comunidad marcó este país. Para 1872 ya tenían una manzana de Mercedes con escuela, biblioteca y un convento de hermanas, que en la década del ochenta se transforma en casa parroquial de los palotinos y en la escuela de San Patricio. En 1892 se inaugura la primera iglesia dedicada al patrono de Irlanda, un simple salón de proporciones clásicas y un bonito cielo raso de pinoteas a la holandesa.
Para 1930, la comunidad decidió que necesitaba una iglesia de fuste, que reflejara su importancia. El 24 de octubre se puso la piedra fundacional y enseguida empezó la obra, basada en planos del austríaco Ernst Pfechner y dirigida por el ingeniero Luis Curutchet. El enorme edificio fue financiado principalmente por donaciones de la familia Keating de Castilla. Los Dillon donaron el altar. Otras familias que colaboraron fueron los Allen-Keating Kane-Mac Loughlin, Culleton, Elliff, Dillon y Fitzsimons que ayudaron a pagar los 450 m² de vitrales en estilo siglo XII, hechos en Alemania, que registra la iglesia. También alemanes son el espléndido órgano, intacto y en funcionamiento, y el carrillón, cuya campana principal es de las mayores del continente en su tipo.
La obra fue realmente rápida y el edificio estuvo listo en casi exactamente un año. La consagración fue demorada hasta el 17 de marzo de 1932, porque ese día se cumplían 1500 años de la llegada de San Patricio a Irlanda, que es bendecido por el Nuncio Apostólico monseñor Felipe Cortesi y se celebra la primera misa en la iglesia terminada, el celebrante es monseñor Santiago M. Ussher y el predicador monseñor Ricardo Gearty. El monaguillo era un sobrino de monseñor Ussher, Alfredo Leaden, que con el tiempo será sacerdote palatino, y rector de esta misma iglesia. Al día siguiente oficia el obispo de La Plata, monseñor Francisco Alberti y bendice el órgano. Al tercer día lo hace el secretario del obispado más tarde obispo de Bahía Blanca, monseñor Astelarra.

## El Templo

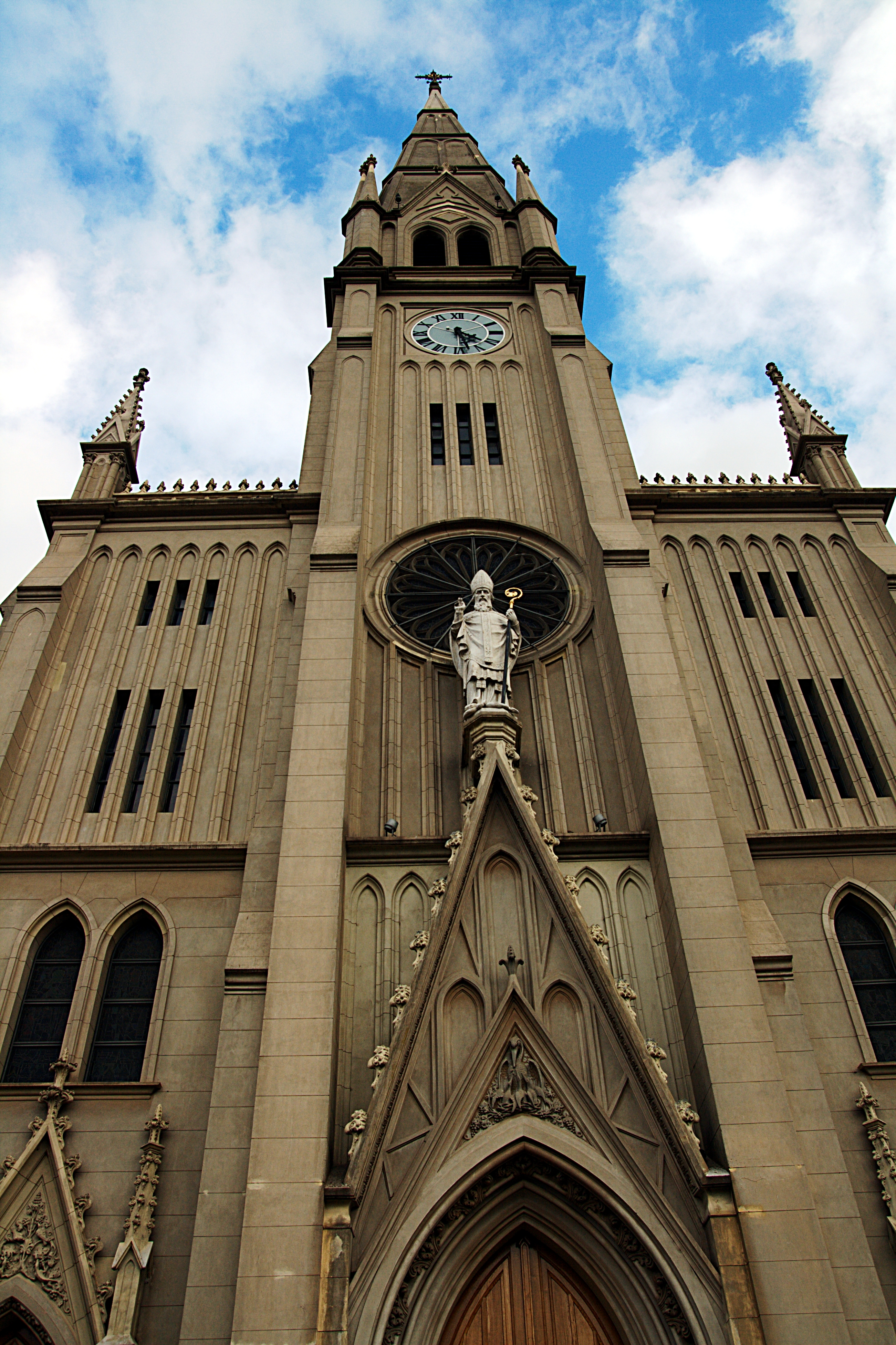
Fachada de la Iglesia.

La mayor iglesia de Sudamérica que lleva su nombre muestra en su historia rasgos propios de San Patricio. Al igual que su construcción, apenas un año tomó la minuciosa, rigurosa y elegante restauración que recibió en 2003. La iglesia del santo irlandés en Mercedes es de 2500 m², tiene vastas superficies de vitrales y un complejísimo sistema de decoraciones góticas las cuales estaban en estado calamitoso. 
Con setenta años cumplidos, el edificio estaba profundamente deteriorado y en parte vandalizado, con vitrales rotos, pináculos caídos o partidos, gárgolas decapitadas y muchas humedades. El relevamiento del edificio detectó que las patologías eran de mantenimiento: la iglesia mostraba pocas intervenciones destructivas, y ya se sabe que arruinar un edificio patrimonial es más cuestión de invertir mal que de indiferencia. La decisión fue realizar una restauración, revirtiendo los mínimos cambios sufridos en su estructura y funcionamiento, y removiendo instalaciones, como las de iluminación, bastante improvisadas y dañinas a la estructura y la estética del templo. 
El ábside de San Patricio es un santoral íntimo de los irlandeses, con el viejo obispo dueño de casa en su ventanal central —mostrado al momento de expulsar las serpientes de Irlanda, como prueba del poder divino— y flanqueado por Brígida y el muy poco conocido por estas pampas Columkille. Uno de los vitrales superiores fue donado y desde su remota altura muestra la figura de San Pablo. 
El grueso del trabajo fue de albañilería, con interminables picados que se aprovecharon para embutir líneas de luz y un discretísimo sistema de aire acondicionado y calefacción. Los muros principales, de 55 cm de grosor, recibieron un doble inyectado de cristales de cuarzo en base acuosa contra la humedad. Los cateos permitieron ubicar parches parciales, que fueron retirados junto al 90 por ciento de los motivos ornamentales del exterior, cuyas fijaciones de hierro dulce habían florecido y estaban partidos. Las 18 gárgolas —en cuatro tipos de animal diferentes— habían sufrido mucho y hubo que bajar un ejemplar de cada tipo, restaurarlo y hacer un molde de reconstrucción. Hoy el edificio luce un homogéneo color crema, fruto de un profundo lavado y un exitoso trabajo de reconstrucción con cementos en el exacto tono.

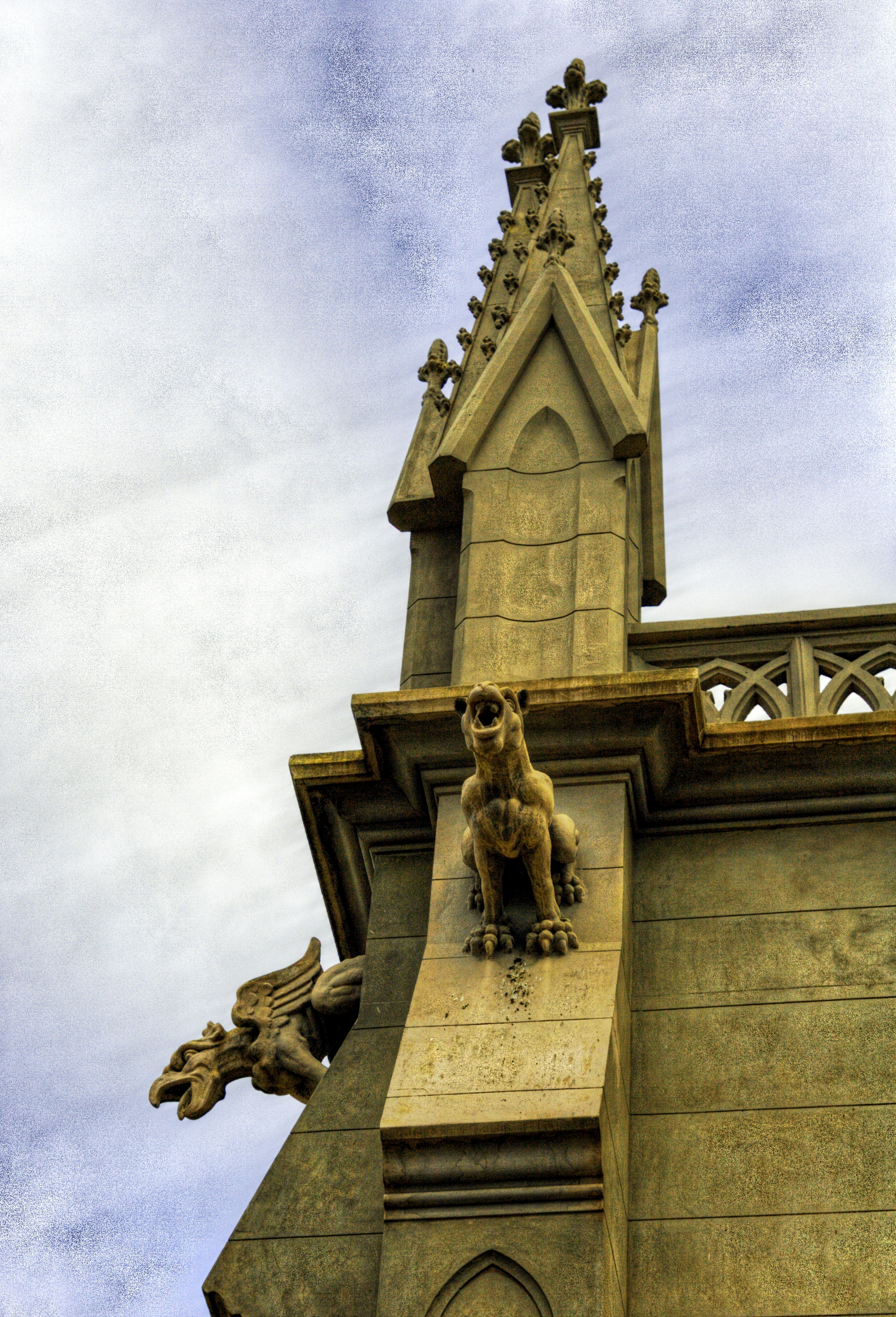
Gárgolas en la fachada de la Iglesia.

En el exterior se destacan dos elementos. Primero, la imagen de San Patricio, hecho de un mármol de especial blancura, tono visible después de una cuidadosa limpieza. El báculo del santo fue reparado y su vistosa voluta dorada a la hoja. La cruz dorada que remata la torre a 72 m de altura sostenida por un pináculo de dos metros cuya estructura interna fue reemplazada. Los vastos techos del edificio quedaron en perfecto estado. Varias de sus tejas, negras y belgas, estaban partidas o perdidas, y nadie sabía si podrían ser copiadas; sin embargo en un vano del desván, bajo las estructuras de hormigón que sostienen el techo, se encontraron varias cajas del revestimiento, guardadas previsoramente hacía más de 70 años. La iglesia ganó un nuevo atrio, mucho más amplio y con rampas para discapacitados, mientras que el perímetro muestra ahora pequeños jardines, rejas recicladas y pilares a nuevo. Los tres portones de acceso fueron reconstruidos, porque sus partes inferiores ya eran irrescatables. La fachada y el exterior del templo regalan ahora la rara experiencia de verlos como el día de su inauguración, sin más cambios que una buena iluminación exterior, primera fase de un sistema que irá extendiendo hacia las torres y los techos.
En el interior los cambios también fueron notables. Primeramente, el altar, una pieza gótica de gran escala y muy bella, fue cuidadosamente limpiado. Se reemplazó la mesa que lo precede, un mueble voluminoso y agregado tardíamente que tapaba el altar, y se instaló una de diseño "transparente", seca y poco obstrusiva, que permite una vista global del ábside mayor. Las superficies interiores, lavadas y restauradas a su luminoso tono original, permiten apreciar el espacio coronado por vitrales y más vitrales. Los motivos ornamentales lucen a nuevo, las naves laterales recibieron líneas de iluminación, y las columnas interiores recibieron un trabajo de restauración detallado. Sus bases son lo único pintado en el edificio. A un lado del altar, se revirtió el único cambio de circulación que había sufrido el templo y se reabrió el acceso a un ámbito que por muchos años fue depósito y hoy es capilla de diario.

## Órgano
El Gran Órgano es un instrumento fabricado por la firma alemana Steinmeyer emplazado en 1932 en el templo. Se trata de uno de los órganos más grandes de América del Sur con 4700 tubos agrupados en 82 rangos y 63 registros. Posee cuatro manuales y pedalera, además tiene un carillón de 24 campanas. Por cantidad de registros, es el segundo órgano más grande del país después del órgano de la Basílica del Santisimo Sacramento, y el más grande y único con cuatro manuales de la provincia de Buenos Aires.
Las más autorizadas opiniones en su momento manifestaron su admiración por el Gran Órgano, orgullo para Mercedes de contarlo en uno de sus templos.
El monumental órgano de 4700 tubos de excepcional mecanismo permite la conexión con las campanas del templo y con otro órgano que existe cerca del altar mayor. El carrillón que consta de 24 campanas es accionado por un teclado eléctrico que se conecta con el órgano, este instrumento fue adquirido en Nuremberg y puede funcionar manual o automáticamente.

## Restauración
La restauración, realizada en 2003, es llamativa por la escala y el rigor con que se realizó. El resultado permite ver un gran edificio de valor patrimonial como fue concebido originalmente, y a nuevo. La iglesia de Mercedes ahora está iluminada, con sus pisos relucientes, sus superficies perfectas y sus muchas decoraciones renovadas.